# Шокчанг (провинция)
Шокча́нг (вьет. Sóc Trăng) — провинция на юге Вьетнама, в дельте реки Меконг. Площадь составляет 3312 км². Население по данным на 2009 год — 1 289 441 человек. Плотность населения — 389,32 чел./км². Административный центр — одноимённый город, расположенный в 230 км от Хошимина. Включает в себя 72 км побережья Южно-Китайского моря.

## Административное деление
В административном отношении включает:
- город провинциального подчинения Шокчанг (Sóc Trăng)
- город местного значения Виньтяу (Vĩnh Châu)
- и 9 уездов.